# Samuel Jackson Holmes
Pour les articles homonymes, voir Holmes.
Samuel Jackson Holmes est un zoologiste américain, né le 7 mars 1868 à Henry (Illinois) et mort le 5 mars 1964.

## Biographie
Il est le fils de Joseph Holmes et d’Avis Folger née Taber. Il obtient son Bachelor of Sciences à l’université de Californie en 1893, son Master of Sciences en 1894 et son Ph. D. à l’université de Chicago en 1897.
Il se marie avec Cecelia Warfield Skinner en 1909 dont il aura neuf enfants.
De 1899 à 1905, il travaille à l’Institut de zoologie et de l’université du Michigan. De 1905 à 1912, il est professeur associé à l’université de Californie à Berkeley. Dans cette même université, de 1917 à 1939, il est professeur, puis professeur émérite de 1939 à 1964.
Il est l’auteur de The Evolution of Animal Intelligence (1911), Studies in Animal Behavior (1916), Studies in Evolution and Eugenics (1923), A Bibliography of Eugenics (1924), Life and Evolution (1926), The Eugenic Predicament (1933), The Negro’s Struggle for Survival (1937) et Life and Morale (1948).
Il travaille sur le comportement animal, la taxinomie des crustacés, l’eugénisme, l’évolution, l’hérédité et la psychologie comparée.